# دیسکاوری-اسپرینگ گاردن (مریلند)
دیسکاوری-اسپرینگ گاردن (به انگلیسی: Discovery-Spring Garden) یک منطقهٔ مسکونی در ایالات متحده آمریکا است که در شهرستان فردریک، مریلند واقع شده‌است. دیسکاوری-اسپرینگ گاردن ۲٫۵ کیلومتر مربع مساحت و ۲٬۱۵۲ نفر جمعیت دارد.